# Gabillou
Gabillou là một xã của Pháp, nằm ở tỉnh Dordogne trong vùng Aquitaine của Pháp.

## Hành chính
| Danh sách các xã trưởng                |             |              |                  |         |
| Giai đoạn                              | Giai đoạn   | Tên          | Đảng             | Tư cách |
| 1991                                   | đương nhiệm | Gaston Grand | không chính thức | hưu trí |
| Tất cả các dữ liệu trước đây không rõ. |             |              |                  |         |

## Thông tin nhân khẩu
| Năm    | 1962 | 1968 | 1975 | 1982 | 1990 | 1999 | 2004 |
| ------ | ---- | ---- | ---- | ---- | ---- | ---- | ---- |
| Dân số | 148  | 130  | 97   | 94   | 104  | 89   | 106  |